# 須賀しのぶ
須賀 しのぶ（すが しのぶ、1972年11月7日 - ）は、日本の小説家。埼玉県出身。

## 経歴・人物
埼玉県立浦和第一女子高等学校を経て、上智大学文学部史学科卒業。1994年、『惑星童話』で上期コバルト・ノベル大賞の読者大賞を受賞。以後、女性向けライトノベルを中心に活躍。2007年『スイート・ダイアリーズ』より一般文芸に移行。
2010年、『神の棘』で第13回大藪春彦賞候補。2013年、『芙蓉千里』三部作で第12回センスオブジェンダー賞大賞受賞。2016年、『革命前夜』で第18回大藪春彦賞受賞、第37回吉川英治文学新人賞候補。2017年、『また、桜の国で』で第156回直木賞候補、第4回高校生直木賞受賞。同年、『夏の祈りは』で「本の雑誌が選ぶ2017年度文庫ベストテン」1位、「2017オリジナル文庫大賞」受賞。2018年、『夏空白花』で第9回山田風太郎賞候補。
2017年、『帝冠の恋』と『また、桜の国で』がNHK-FM「青春アドベンチャー」にてオーディオドラマ化された。

## 作品リスト
- 『スイート・ダイアリーズ』（2007年 角川書店）
- 『帝冠の恋』（2008年 集英社コバルト文庫 / 2016年 徳間文庫）
- 『芙蓉千里』シリーズ
  - 『芙蓉千里』（2009年 角川書店 / 2012年 角川文庫）
  - 『北の舞姫 芙蓉千里Ⅱ』（2011年 角川書店 / 2013年 角川文庫）
  - 『永遠の曠野 芙蓉千里Ⅲ』（2012年 角川書店 / 2013年 角川文庫）
- 『神の棘Ⅰ・Ⅱ』（2010年 早川書房 / 2015年 新潮文庫[注 1]）
- 『ゲームセットにはまだ早い』（2014年 幻冬舎 / 2017年 幻冬舎文庫）
- 『紺碧の果てを見よ』（2014年 新潮社）
- 『革命前夜』（2015年 文藝春秋）
- 『雲は湧き、光あふれて』（2015年 集英社オレンジ文庫）
- 『くれなゐの紐』（2016年 光文社）
- 『エースナンバー』（2016年 集英社オレンジ文庫）
- 『また、桜の国で』（2016年 祥伝社）
- 『夏は終わらない』（2017年 集英社オレンジ文庫）
- 『夏の祈りは』（2017年 新潮文庫）
- 『荒城に白百合ありて』（2019年 角川書店 / 2022年 角川文庫）
- 『夏空白花』（2020年 ポプラ文庫）

### コバルト文庫作品
- 『惑星童話』
- 『MAMA』
- 『虚剣』

- 『女子高サバイバル』シリーズ
  - 『女子高サバイバル』
  - 『女子高サバイバル純情可憐編』
- 『天翔けるバカ』シリーズ
  - 『天翔けるバカ―flying fools』
  - 『天翔けるバカ―We Are The Champions』

- 『キル・ゾーン』シリーズ
  - 『キル・ゾーン―ジャングル戦線異常あり』
  - 『戦場のネメシス』
  - 『破壊天使』
  - 『密林』
  - 『嘘』
  - 『赤と黒』
  - 『罠』
  - 『罪』
  - 『別れの日』
  - 『異分子』
  - 『激突』
  - 『宴』
  - 『虜囚』
  - 『背信者』
  - 『罰』
  - 『叛逆』
  - 『地上より永遠に』
- 『キル・ゾーン』番外編
  - 『来たれ、壊滅の夜よ』
  - 『グッドモーニング・ボルネオ』
  - 『ジャングル・フィーバー/キル・ゾーンリミックス』
- 『ブルー・ブラッド』シリーズ（キル・ゾーンシリーズと同一の世界設定の物語である）
  - 『ブルー・ブラッド』
  - 『ブルー・ブラッド―復讐編』
  - 『ブルー・ブラッド―虚無編〈上・下〉』

- 『流血女神伝』シリーズ
  - 『帝国の娘〈前・後〉』
  - 『砂の覇王〈全9巻〉』
  - 『女神の花嫁〈前・中・後〉』
  - 『暗き神の鎖〈前・中・後〉』
  - 『喪の女王〈全8巻〉』
- 『流血女神伝』番外編
  - 『天気晴朗なれど波高し。<1・2>』

- 『ブラック・ベルベット』シリーズ
  - 『ブラック・ベルベット―神が見棄てた土地と黒き聖女』
  - 『ブラック・ベルベット―病める真珠が愛した司祭』
  - 『ブラック・ベルベット―緑を継ぐ者と海へ還る少女』
  - 『ブラック・ベルベット―菫咲くころ君を想う』
  - 『ブラック・ベルベット─緋の眼』

- 『アンゲルゼ』シリーズ
  - 『アンゲルゼ 孵らぬ者たちの箱庭』
  - 『アンゲルゼ 最後の夏』
  - 『アンゲルゼ ひびわれた世界と少年の恋』
  - 『アンゲルゼ 永遠の君に誓う』